# Liste der Grafen von Zweibrücken
Grafen der Grafschaft Zweibrücken im Heiligen Römischen Reich waren:

## Grafen von Zweibrücken

### Haus Saarbrücken
- 1182–1237 Heinrich I.
- 1237–1282 Heinrich II.
- 1282–1286 Eberhard I. und Walram I. als Kondominium

### Walramiden
- 1286–1309 Walram I.
- 1309–1311 Simon
- 1311–1366 Walram II.
- 1366–1394 Eberhard II.